# Schutzgebietsgesetz
Das Schutzgebietsgesetz (SchGG) vom 17. April 1886 war ein Gesetz über die Rechtsverhältnisse in den deutschen Kolonien (Kolonialrecht). Es regelte die allgemeine Straf- und Zivilgerichtsbarkeit, im Besonderen das Arbeitsrecht, das Vermögensrecht, Fragen der Staatsangehörigkeit, der „Mischehe“, Verwaltungsfragen, Strafvorschriften, die Anwendbarkeit deutschen Rechts sowie Bergbau- und Schürfrechte.

## Schutzgewalt
Das Schutzgebietsgesetz übertrug dem deutschen Kaiser – im Namen des Deutschen Reiches – die Ausübung der „Schutzgewalt“ über die Kolonien. Der Begriff „Schutzgewalt“ umfasste die vollständige Souveränität sowie die Ausübungsmacht der Legislative, Exekutive und Judikative und kann in diesem Zusammenhang als Ermächtigungsgesetz betrachtet werden. Die Gewaltenteilung und die Rechte des deutschen Reichstages wurden mit Bezug auf die Kolonien aufgehoben. Der Reichstag hatte nur bei Kolonialgesetzen mitzubestimmen, welche direkte Auswirkungen auf das Deutsche Reich hatten. Das bedeutete, dass er keine gesetzliche Grundlage zu Mitsprache z. B. bei der kolonialen Haushaltsführung hatte. Diese wurde getrennt vom Reichsetat durch das am 19. Februar 1885 im Auswärtigen Amt eingerichtete Referat für „Kolonialangelegenheiten und Entsendung von Kriegsschiffen zum Schutz deutscher Interessen“ (später Reichskolonialamt) und unterstützt vom Kolonialrat geregelt. Da sich die Kolonien aber finanziell nicht selber trugen und die Einnahmen, etwa durch Zölle und allein rund 60 Mio. M Diamantensteuer aus Deutsch-Südwestafrika die Ausgaben nicht deckten, waren immer wieder Darlehen von Seiten des Reiches erforderlich. Deren Genehmigung wurde ausführlich im Reichstag diskutiert, so etwa der Nachtragshaushalt vom 13. Dezember 1906. Die Anwendung des Schutzgebietsgesetzes konnte über die Konsulargerichtsbarkeit auf eine mit dem kaiserlichen Schutzbrief versehene Kolonialgesellschaft oder auf Beamte der Kolonialverwaltung vor Ort übertragen werden.

## Einheimische Bevölkerung
Durch das Schutzgebietsgesetz wurde die einheimische Bevölkerung der deutschen Souveränität unterworfen. Die rechtliche Stellung der Einheimischen war aber widersprüchlich geregelt. So waren sie durch eine kaiserliche Verordnung  vom 9. November 1900 lediglich als „Eingeborene“ bezeichnet, die nicht das deutsche Staatsbürgerrecht erhielten und auch nicht als Reichsangehörige galten. Durch das Schutzgebietsgesetz unterstand die Bevölkerung in den Kolonien zwar der kaiserlichen Gewalt, die deutschen Gesetze hatten für sie jedoch keine Gültigkeit. Eine Möglichkeit gegen Verordnungen oder Gerichtsurteile Einspruch zu erheben, gab es somit nicht. Für Deutsche und andere Weiße (z. B. europäische oder amerikanische Handelsvertreter), die sich in den Kolonien aufhielten, war stets das deutsche Recht bindend. Somit galten in den deutschen Kolonien zwei unterschiedliche Rechtsordnungen, was die Rassentrennungspolitik der Kolonialmacht befestigte. Eine mögliche Verbindung der beiden Rechtssysteme war nicht vorgesehen.

## Die Frage der Mischehen
Das Gesetz enthielt kein Verbot der Einbürgerung von Menschen nichteuropäischer Herkunft. Dadurch wurden sowohl einige so genannte Eingeborene deutsche Staatsbürger als auch vor allem nichtweiße Frauen und deren Kinder, die deutsche Männer geheiratet hatten oder mit ihnen im Konkubinat lebten. Um dies zu verhindern, verboten die Gouverneure von Deutsch-Südwestafrika, Deutsch-Ostafrika und Deutsch-Samoa in den Jahren von 1905 bis 1912 Eheschließungen zwischen Menschen unterschiedlicher „Rassen“ bzw. erklärten sie für genehmigungspflichtig. In Südwestafrika wurden solche Ehen annulliert, deutsche Männer, die solche Beziehungen führten, verloren ihr Wahlrecht, in Samoa wurden die Kinder aus solchen Beziehungen den so genannten „Eingeborenen“ gleichgestellt. Das bedeutete einen Bruch mit der deutschen Rechtstradition, nach der sich die Staatsbürgerschaft des Kindes nach der des Vaters richtete. Im Vergleich zu anderen Kolonialmächten waren die Maßnahmen in ihrer Rigidität einzigartig. Die betroffenen Familienväter protestierten scharf, was teilweise zu ihrer Aufweichung bzw. fallweisen Aufhebung führte. Eine rechtliche Regelung im Reichs- und Staatsangehörigkeitsgesetz, wie sie etwa der rassistische Alldeutsche Verband forderte, kam nicht mehr zustande, ebenso wenig die Sicherstellung der Gültigkeit der Ehen zwischen Weißen und Nichtweißen in allen deutschen Kolonien, die Sozialdemokraten, Zentrum und zum Teil auch die Freisinnige Volkspartei in der Mischehendebatte im deutschen Reichstag forderten. Der juristische Status nichtweißer Ehefrauen und ihrer Kinder blieb in der Schwebe.

## Außerkrafttreten
Da das Schutzgebietsgesetz nach dem Verlust der Kolonien durch den Versailler Vertrag weiterhin eine Rechtsgrundlage der Kolonialgesellschaften blieb, wurde es später unter dem Titel Gesetz betreffend die Rechtsverhältnisse der Kolonialgesellschaften in das bereinigte bundesdeutsche Recht aufgenommen. Seine endgültige Außerkraftsetzung erfolgte erst zum 1. Januar 1977 mit dem Gesetz über die Auflösung, Abwicklung und Löschung von Kolonialgesellschaften vom 20. August 1975 (BGBl. I S. 2253).